# Mimì (album)
Mimì è il decimo album di Mia Martini. È il primo album ad essere pubblicato dalla casa discografica italiana DDD, nel 1981 su supporto 33 giri.

## Il disco
Dopo due anni di assenza dal mercato discografico a causa una delicata operazione alle corde vocali che ne modificò la timbrica vocale, il colore e l'estensione, Mia Martini si ripresenta al pubblico come cantautrice. Per l'uscita di questo album la RAI gira a Bagnara Calabra, suo paese natale, uno special intitolato Donna rock: Io sono Mia. Per la realizzazione del disco si avvale dell'aiuto di Dick Halligan, coautore del brano Ancora grande, inserito come b-side nel singolo Ti regalo un sorriso.  
Della stessa sessione di registrazione fanno parte E non finisce mica il cielo portata a Festival di Sanremo nel gennaio dell'82, Voglio te appartenente al singolo sanremese e ancora la splendida Amore mio, amore bello, amore assurdo pubblicata postuma solo nel 2010. 

## I singoli estratti
- Ti regalo un sorriso / Ancora grande
- E ancora canto / Stai con me

La versione su 45 giri del brano E ancora canto è differente rispetto all'album.

## Tracce
1. E ancora canto (Mia Martini) - 3:40
2. Il viaggio (R. Zanaboni/S. Puzzolu/M. Martini) - 5:15
3. Parlate di me (Mia Martini) - 3:09
4. Sono tornata (Mia Martini) - 3:51
5. Del mio amore (Mia Martini) - 3:00
6. Ti regalo un sorriso (Mia Martini) - 5:14
7. Senza te (Mia Martini) - 3:36
8. Ancora grande (D. Halligan/M. Martini) - 3:29
9. Stai con me (Mia Martini) - 3:47
10. Nanneò (Mia Martini) - 3:05

## Formazione
- Mia Martini – voce, cori, flauto
- Joel Dibartolo – basso
- Ralph Humprey – batteria
- Garey Milke – tastiera, programmazione
- Mitch Holder – chitarra
- Dick Halligan – tastiera, vocoder, flauto
- Paul Heim – batteria, percussioni
- Tom Peterson – sax
- Vera Halligan, Ginetta Tarenzi – cori

## Crediti
- Arrangiamento: Dick Halligan
- Produzione: Dick Halligan
- Registrazione: al "Queen Studio (settembre 1980), allo "Stone Castle Studio (maggio 1981) e al "Bell Sound Studio di Hollywood (aprile 1981);
- Mixato: allo "Stone Castle Studio" da Ezio De Rosa.
- Master: Rca italiana by Marcello Spiridioni, Ezio De Rosa
- Fotografie: Mauro Balletti
- Grafica: Luciano Tallarini

## Ringraziamenti
Mimì ringrazia di cuore Vera e Dick Halligan e Colomba Tarenzi e Talla & Co. per la loro preziosa collaborazione. Grazie a Marco Lucarelli per l'interpretazione delle galline in "Parlate di me"